# Substitute
«Substitute» ― пісня британського рок-гурту The Who, яка була випущена у березні 1966, року, пісня написана Пітом Таунсендом, пісня досягла 5-го місця в Велико Британії, потім увійшла в альбом компіляція, Meaty Beaty Big and Buncy, в 1971, році.

## Чарти

### Тижневі чарти
| Чарт (1966)                                                | Найвища позиція |
| ---------------------------------------------------------- | --------------- |
| Бельгія (Ultratop Flanders)                                | 17              |
| Finland (Soumen Virallinen)                                | 29              |
| Нідерланди (Mega Single Top 100)                           | 2               |
| Велика Британія (Official Charts Company)                  | 5               |
| Федеративна Республіка Німеччина (Чарти GfK Entertainment) | 13              |

| Чарт (1976)                          | Найвища позиція |
| ------------------------------------ | --------------- |
| UK Singles (Official Charts Company) | 7               |